# Bão Okeechobee (1928)
Cơn bão tại Okeechobee năm 1928, còn được gọi là cơn bão San Felipe Segundo 3, là một trong những cơn bão nguy hiểm nhất trong lịch sử lưu vực Bắc Đại Tây Dương; đó là cơn bão nhiệt đới thứ tư, cơn bão thứ ba và là cơn bão lớn duy nhất của mùa năm đó.

## Lịch sử khí tượng
Bão phát triển ngoài khơi bờ biển phía tây châu Phi vào ngày 6 tháng 9 như một áp thấp nhiệt đới, nhưng nó đã mạnh lên thành một cơn bão nhiệt đới vào cuối ngày hôm đó, ngay trước khi đi qua phía nam quần đảo Cape Verde. Tăng cường hơn nữa đã chậm và dừng lại vào cuối ngày 7 tháng 9. Khoảng 48 giờ sau, cơn bão mạnh lên và trở thành cơn bão cấp 1 trên thang gió bão Saffir xông Simpson. Vẫn di chuyển về phía tây, hệ thống đạt cường độ Loại 4 trước khi tấn công Guadeloupe vào ngày 12 tháng 9, nơi nó mang lại sự hủy diệt lớn và khiến 1.200 người chết. Các đảo Martinique, Montserrat và Nevis cũng báo cáo thiệt hại và tử vong, nhưng không quá nghiêm trọng như ở Guadeloupe.
Vào khoảng giữa trưa ngày 13 tháng 9, cơn bão mạnh lên thành cơn bão cấp 5 và đạt cực đại với sức gió duy trì 160 dặm / giờ (257 km / giờ). Khoảng sáu giờ sau, hệ thống đã hạ cánh ở Puerto Rico; nó vẫn là cơn bão cấp 5 được ghi nhận duy nhất tấn công hòn đảo vào năm 2019. Gió rất mạnh dẫn đến thiệt hại nghiêm trọng ở Puerto Rico; 24.728 ngôi nhà bị phá hủy và 192.444 bị hư hại trên khắp hòn đảo, khiến hơn 500.000 người mất nhà cửa. Lượng mưa lớn cũng dẫn đến thiệt hại nặng nề cho thảm thực vật và nông nghiệp. Chỉ riêng tại Puerto Rico, đã có 312 người chết và thiệt hại khoảng 50 triệu USD (tương đương 730 triệu USD ngày nay). Trong khi băng qua hòn đảo và nổi lên Đại Tây Dương, cơn bão suy yếu nhẹ, rơi xuống cường độ 4. Nó bắt đầu băng qua quần đảo Bahamas vào ngày 16 tháng 9, nơi nó dẫn đến 18 trường hợp tử vong.
Cơn bão đã đổ bộ gần bãi biển West Palm, Florida vào đầu ngày 17 tháng 9, với sức gió 145 dặm / giờ (233 km / giờ). Trong thành phố, hơn 1.711 ngôi nhà bị phá hủy; ảnh hưởng nghiêm trọng nhất quanh hồ Okeechobee. Các dâng do bão gây ra nước đổ ra khỏi rìa phía nam của hồ, tràn ngập hàng trăm dặm vuông để độ sâu lớn như 20 feet (6,1 m). Vô số ngôi nhà và tòa nhà bị cuốn trôi ở các thành phố Belle Glade, Canal Point, Chosen, Pahokee và South Bay, Florida. Ít nhất 2.500 người bị chết đuối, trong khi thiệt hại ước tính khoảng 25 triệu đô la. Hệ thống suy yếu đáng kể khi băng qua Florida, rơi xuống cường độ Loại 1 vào cuối ngày 17 tháng 9. Nó cong theo hướng bắc-đông bắc và nhanh chóng nổi lên Đại Tây Dương vào ngày 18 tháng 9, nhưng ngay sau đó đã đổ bộ vào gần đảo Edisto, Nam Carolina với sức gió 85 dặm / giờ (137 km/h). Sáng sớm ngày hôm sau, hệ thống suy yếu thành một cơn bão nhiệt đới và trở thành một cơn xoáy thuận ngoài nhiệt đới ở Bắc Carolina nhiều giờ sau đó. Nhìn chung, nó đã gây ra thiệt hại 100 triệu đô la và ít nhất 4.112 người chết.